# Enno Patalas
Enno Patalas   (Quakenbrück, 15 d'octubre de 1929 - Múnic, 7 d'agost de 2018) va ser un historiador del cinema, col·leccionista i expert en  conservació cinematogràfica alemany. Fou director del Museu del Cinema de Múnic entre 1973 i 1994. Les seves restauracions inclouen pel·lícules com Metropolis,  M – Un assassí entre nosaltres i Els Nibelungs, totes dirigides per Fritz Lang. Patalas també va restaurar la pel·lícula El cuirassat Potemkin per a ser exhibida al Festival de Cinema de Berlín el 2005.
Conjuntament amb el director Ulrich Gregor, va escriure l'influent llibre d'història del cinema Geschichte des Films (Història del cinema).